# Вікторівка (Ніжинський район)
Ві́кторівка — село в Україні, у Ніжинському районі Чернігівської області. Населення становить 150 осіб. Входить до складу Лосинівської селищної громади.

## Сучасність
- Восени 2008 відкрили пам'ятний знак односельцям — жертвам комуністичних Голодоморів.
- 12 червня 2020 року, відповідно до розпорядження Кабінету Міністрів України № 730-р «Про визначення адміністративних центрів та затвердження територій територіальних громад Чернігівської області», увійшло до складу Лосинівської селищної громади[2].
- 19 липня 2020 року, в результаті адміністративно-територіальної реформи та ліквідації Ніжинського(1923 - 2020) району, увійшло до складу новоутвореного Ніжинського району[3].